# EPrix de Portland
Le ePrix de Portland est une épreuve comptant pour le championnat du monde de Formule E, dont la première édition s'est déroulée le 24 juin 2023.

## Palmarès
| Année | Vainqueur              | Écurie                           | Circuit                        | Résultats | Date         |
| ----- | ---------------------- | -------------------------------- | ------------------------------ | --------- | ------------ |
| 2023  | Nick Cassidy           | Envision Racing                  | Portland International Raceway | Résumé    | 24 juin 2023 |
| 2024  | Antonio Felix da Costa | TAG Heuer Porsche Formula E Team | Portland International Raceway | Résumé    | 29 juin 2024 |
| 2024  | Antonio Felix da Costa | TAG Heuer Porsche Formula E Team | Portland International Raceway | Résumé    | 30 juin 2024 |